# 민태식
민태식(閔泰植, 1903년~1981년)은 대한민국의 서예가이며, 학자, 교육자이다. 전서(篆書)를 즐겨 쓴다.

## 생애
서울 배재고보를 25세에 졸업했다. 27세에 경성제국대학 중국철학과에 입학하여 31세에 졸업하였다.  7세 때부터 서당에 다니면서 서예공부를 시작, 한적(漢籍) 연구 및 전서(篆書)·논어(論語)를 공부하며 서도에 정진한 성균관 계통의 학자이기도 하다. 연희전문학교와 서울대학교 교수를 역임했고, 1950년에서 1960년까지 충남대학교 총장, 1961년에는 성균관대학교 교수로 전임한 후 1968년 같은 학교 유학대학 초대학장으로 취임하여 재직하다가 정년퇴임하였다. . 한국 서예가협회 대표위원을 지냈다.